# Buró de Cifrado
El Buró de Cifrado, en polaco: Biuro Szyfrów, fue la unidad del Segundo Departamento del Estado Mayor polaco del período de entreguerras encargada de la SIGINT y de la criptografía —el uso de cifrados y códigos— y el criptoanálisis —el estudio de los cifrados y códigos, con el propósito de «romperlos»—.
El precursor de la agencia que se convertiría en Buró de Cifrado se creó en mayo de 1919, durante la guerra polaco-soviética (1919-1921), y desempeñó un papel fundamental para asegurar la supervivencia y la victoria de Polonia en esa guerra.
A mediados de 1931, el Buró de Cifrado se formó mediante la fusión de agencias preexistentes. En diciembre de 1932, el Buró comenzó a descifrar los cifrados de Enigma de Alemania. Durante los siete años siguientes, los criptólogos polacos superaron las crecientes complejidades estructurales y operativas de la máquina Enigma equipada con un tablero de conexiones. El Buró también rompió la criptografía soviética.
Cinco semanas antes del estallido de la Segunda Guerra Mundial, el 25 de julio de 1939, en Varsovia, la Oficina Polaca de Cifrado reveló sus técnicas y equipo de descifrado de Enigma a los representantes de la inteligencia militar francesa y británica, que no habían podido hacer ningún progreso contra Enigma. Esta transferencia de inteligencia y tecnología polaca daría a los Aliados una ventaja sin precedentes (Ultra) en su persecución finalmente victoriosa de la Segunda Guerra Mundial.

## Antecedentes
El 8 de mayo de 1919 el teniente Józef Serafin Stanslicki estableció una «Sección Cifrada» del ejército polaco (Sekcja Szyfrów), precursora del «Buró de Cifrado» (Biuro Szyfrów).  La Sección Cifrada informó al Estado Mayor polaco y contribuyó sustancialmente a la defensa de Polonia por las fuerzas de Józef Piłsudski durante la guerra polaco-soviética de 1919-1921, ayudando así a preservar la independencia de Polonia, recientemente recuperada tras la Primera Guerra Mundial.  El ámbito de la Sección Cifrada incluía tanto  códigos como cifrados. En polaco el término «cifrado» (szyfr) se refiere vagamente a estas dos categorías principales de criptografía, comparada la práctica opuesta en inglés, que vagamente se refiere tanto a códigos como a cifrados como «códigos».
Durante la guerra polaco-soviética (1919-1921), un considerable grupo de criptólogos polacos, entre los que se encontraban el teniente del ejército Jan Kowalewski y tres profesores de matemáticas de fama mundial, Stefan Mazurkiewicz, Wacław Sierpiński y Stanisław Leśniewski, descifraron unos cien códigos criptográficos rusos El estrado mayor del ejército ruso seguían todavía los mismos procedimientos desastrosos y poco disciplinados de seguridad de señales que el estado mayor del ejército zarista durante la Primera Guerra Mundial, para la ventaja decisiva de su enemigo alemán. Como resultado, durante la Guerra polaco-soviética el ejército polaco fue regularmente informado por las estaciones de señales rusas sobre los movimientos de los ejércitos rusos y sus intenciones y órdenes operativas.
El estado mayor soviético, según el coronel polaco Mieczysław Ścieżyński:

...no tuvo la menor duda en enviar todos y cada uno de los mensajes de naturaleza operacional por medio de la radiotelegrafía; hubo períodos durante la guerra en los que, a efectos de las comunicaciones operacionales y a efectos del mando de los estados mayores, no se utilizó ningún otro medio de comunicación, ya que los mensajes se transmitían enteramente («en forma pura» o en texto plano) o se cifraban por medio de un sistema tan increíblemente sencillo que para nuestros especialistas capacitados la lectura de los mensajes era un juego de niños. Lo mismo ocurría con la charla del personal de las estaciones radiotelegráficas, donde la disciplina era extremadamente laxa.

Solo en el crucial mes de agosto de 1920, los criptólogos polacos descifraron 410 mensajes:
- del general soviético Mijaíl Tujachevskyi, comandante del frente norte
- de León Trotski, comisario de guerra soviético
- de los comandantes de ejércitos, por ejemplo:
  - el comandante del IV Ejército RKKA, Yevgenii Sergeev
  - el comandante del 1er Ejército de Caballería, Semión Budionni
  - el comandante del 3er Cuerpo de Caballería, Hayk Bzhishkyan
- del Estado Mayor de los Ejércitos XII, XV y XVI

del personal de:
- - el Grupo Mazyr (llamado así por la ciudad bielorrusa )
  - el Grupo Zólochiv (después de la ciudad ucraniana )
  - el Grupo Yakir [después del general Iona Emmanuilovich Yakir]
- de las Divisiones de Infantería 2, 4, 7, 10, 11, 12, 16, 17, 18, 24, 27, 41, 44, 45, 53, 54, 58 y 60
- de la 8ª División de Caballería

etc.
Las interceptaciones se descifraban por regla general el mismo día, o a más tardar al día siguiente, y se enviaban inmediatamente a la Sección II (Inteligencia) y a la sección operacional del Estado Mayor polaco. Las señales más importantes fueron leídas en su totalidad por el Jefe del Estado Mayor, e incluso por el Comandante en Jefe, Mariscal Józef Piłsudski. La interceptación y la lectura de las señales proporcionaron a la inteligencia polaca órdenes operacionales rusas completas. Los polacos pudieron seguir toda la operación del Ejército de Caballería de Budionni en la segunda mitad de agosto de 1920 con increíble precisión, solamente con el seguimiento de su correspondencia radiotelegráfica con Tujachevskyi, incluyendo el famoso e histórico conflicto entre los dos comandantes rusos.
Las interceptaciones incluyeron incluso una orden de Trotski al consejo de guerra revolucionario del Frente Occidental, confirmando las órdenes operacionales de Tujachevski, dándoles así la autoridad del jefe supremo de las fuerzas armadas soviéticas. Una orden operacional entera de Tujachevski a Budionni fue interceptada el 19 de agosto y leída el 20 de agosto, estableciendo las tareas de todos los ejércitos de Tujachevski, de las cuales únicamente la esencia había sido conocida previamente.
Ścieżyński supone que los soviéticos también debieron haber interceptado las señales operacionales polacas; pero duda que esto les hubiera servido de mucho, ya que la criptografía polaca «estaba al corriente de la criptografía moderna» y ya que únicamente un pequeño número de los cuarteles generales superiores polacos estaban equipados con estaciones de radio, de las cuales había una gran escasez; y finalmente, los cuarteles generales polacos eran más cautelosos que los rusos y casi todas las divisiones polacas tenían el uso de una línea terrestre.
Los criptólogos polacos disfrutaron de un generoso apoyo bajo el mando del coronel Tadeusz Schaetzel, jefe de la Sección II (Inteligencia) del Estado Mayor polaco. Trabajaron en la estación de radio de Varsovia WAR, uno de los dos transmisores de radio de largo alcance polacos de la época. El trabajo de los criptólogos polacos condujo, entre muchas otras cosas, al descubrimiento de una gran brecha en el flanco izquierdo del Ejército Rojo, lo que permitió al mariscal polaco Józef Piłsudski introducir una cuña ganadora de la guerra en esa brecha durante la Batalla de Varsovia de agosto de 1920.
El descubrimiento de los archivos de la Oficina de Cifrado, décadas después de la guerra polaco-soviética, ha confirmado la afirmación de Ścieżyński:

que... la inteligencia radiofónica... proporcionó [al Comandante en Jefe polaco, Józef Piłsudski], en los años 1919-1920... describió de manera más completa y... precisa sobre todos los aspectos del funcionamiento del Ejército Rojo, especialmente de las unidades que operan en el frente antipolaco, que fue la inteligencia radiofónica la que determinó en gran medida el curso de todo... las operaciones militares llevadas a cabo por Polonia en 1920 - desde los combates de enero en Ovruch, pasando por la operación de marzo contra Mazyr y Kiev, la operación de abril en Ucrania, las batallas con la primera y segunda ofensiva de Tujachevski en Bielorrusia, las batallas con el Ejército de Caballería de Budionni, la batalla de Brody, hasta las batallas de Varsovia, Lwów y los Niemen.

## Creación y funcionamiento del Buró de Cifrado
A mediados de 1931, en el Estado Mayor polaco, se formó un Buró de Cifrado mediante la fusión de la Oficina de Radio-Inteligencia (Referat Radiowywiadu) y la Oficina polaca de Criptografía (Referat Szyfrów Własnych). El Buró se encargó tanto de la criptografía —la generación y supervisión del uso de cifrados y códigos— como de la criptología, el estudio de los cifrados y códigos, en particular con el propósito de «romperlos».
Entre 1932 y 1936, el Buró de Cifrado asumió responsabilidades adicionales, incluidas las comunicaciones por radio entre los puestos de inteligencia militar en Polonia y en el extranjero, así como el contraespionaje por radio, estaciones móviles de localización e interceptación para la localización y el análisis de tráfico de transmisores espía y de quinta columna que operaban en Polonia.

## Aparición de Enigma

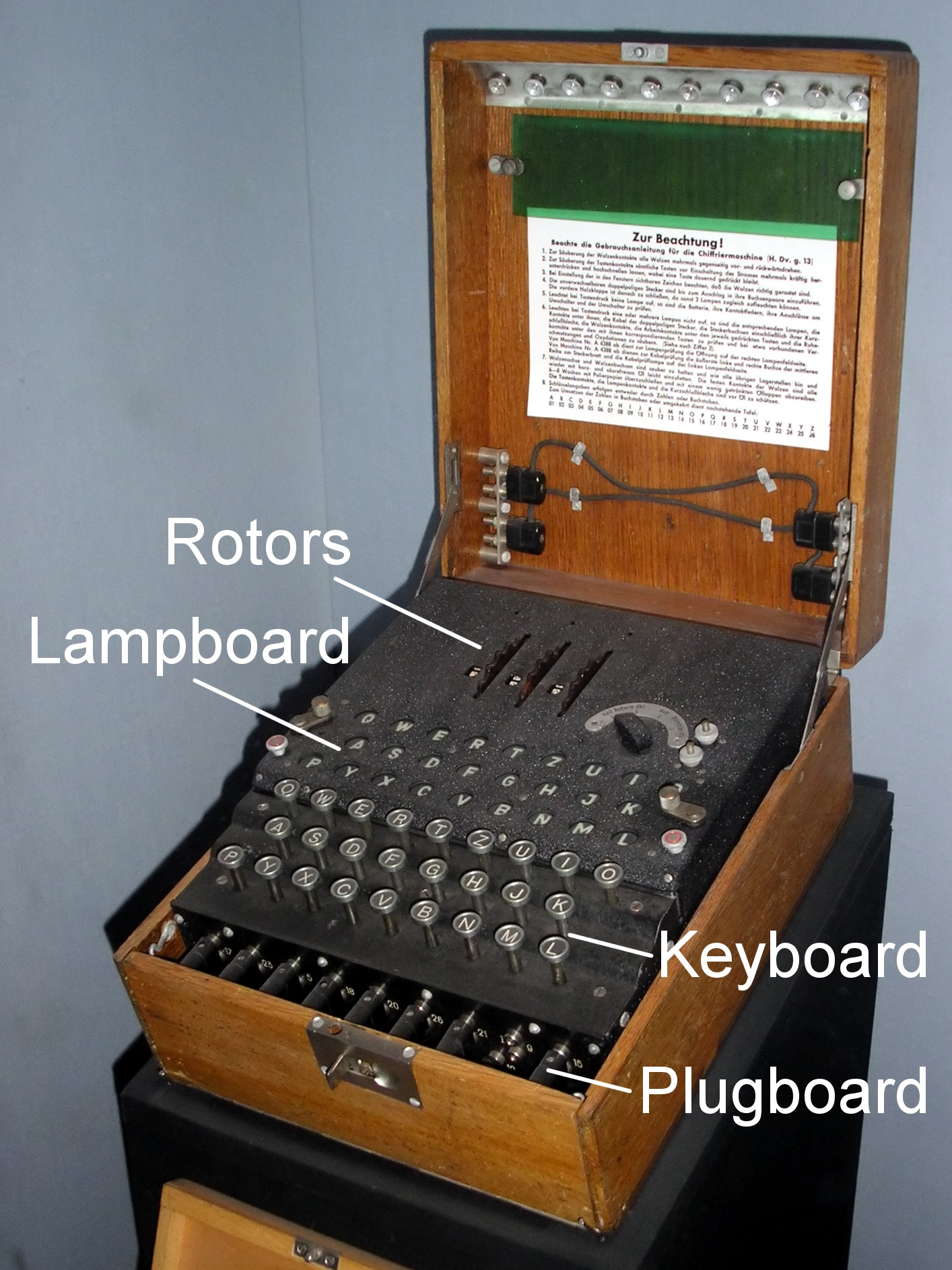
La máquina Enigma era una máquina de rotores electromecánica con un codificador que consistía —de derecha a izquierda— en un tambor de entrada, tres rotores y un reflector. Estuvo disponible comercialmente desde principios de la década de 1920 y fue modificada para su uso por los militares alemanes que la adoptaron más tarde en la misma década.

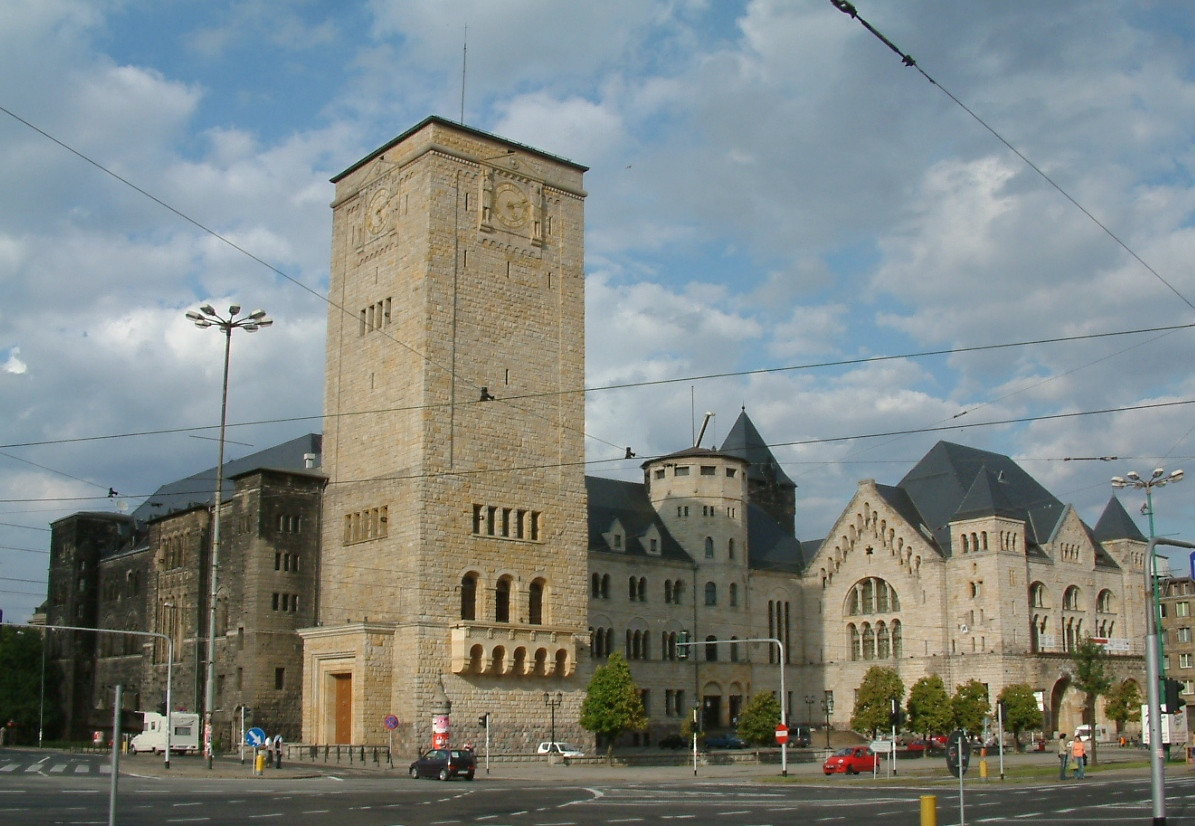
Castillo de Poznán, donde estaba ubicada la Facultad de Matemáticas de la Universidad de Poznán.

A finales de 1927 o principios de 1928, llegó a la Oficina de Aduanas de Varsovia desde Alemania un paquete que, según la declaración adjunta, se suponía que contenía un equipo de radio. El representante de la empresa alemana exigió enérgicamente que el paquete fuera devuelto a Alemania incluso antes de pasar por la aduana, ya que había sido enviado con otro equipo por error. Sus insistentes demandas alertaron a los funcionarios de aduanas, que notificaron a la Oficina del Buró del Estado Mayor polaco, que se interesaba mucho por los nuevos avances de la tecnología de radio. Y como era un sábado por la tarde, los expertos de la Oficina tuvieron mucho tiempo para investigar el asunto. Abrieron cuidadosamente la caja y encontraron que, de hecho, no contenía un equipo de radio sino una máquina de cifrado. Examinaron la máquina minuciosamente, y luego la volvieron a poner en la caja.
El principal criptoanalista de Enigma del Buró, Marian Rejewski, comentó que se podía suponer que la máquina de cifrado fue un modelo comercial de Enigma, ya que en ese momento aún no se había ideado el modelo militar. «Por lo tanto, este episodio trivial no tuvo ninguna importancia práctica, aunque sí fija la fecha en que comenzó el interés del Buró en la máquina Enigma», manifestado, inicialmente, en la adquisición totalmente legal de un único modelo comercial de Enigma.
El 15 de julio de 1928 los primeros mensajes alemanes grabados a máquina fueron emitidos por las estaciones de radio militares alemanas. Las estaciones de monitoreo polacas comenzaron a interceptarlos, y los criptógrafos de la sección alemana de la Oficina del Buró Polaca recibieron instrucciones de tratar de leerlos. Sin embargo, el esfuerzo fue infructuoso y finalmente fue abandonado. Quedó muy poca evidencia del esfuerzo, en forma de unas pocas hojas de papel densamente escritas y el modelo comercial de la máquina Enigma. El 15 de enero de 1929 el mayor Gwido Langer, después de un período de servicio como jefe de personal de la Primera División de Infantería de la Legión, se convirtió en jefe de la Oficina de Radio-Inteligencia, y posteriormente del Buró de Cifrado. El jefe adjunto del Buró, y el jefe de su sección alemana (BS-4), era el capitán Maksymilian Ciężki.

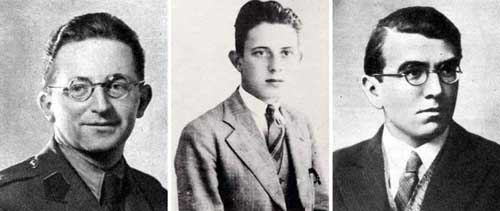
Criptoanalistas líderes del Buró de Cifrado. De izquierda a derecha: Marian Rejewski, Jerzy Różycki, Henryk Zygalski.

En 1929, mientras que el organismo predecesor del Buró de Cifrado todavía estaba dirigido por el mayor Franciszek Pokorny —un pariente del destacado criptólogo del Ejército Austrohúngaro de la Primera Guerra Mundial, el capitán Herman Pokorny—, Ciężki, Franciszek Pokorny, y un asociado civil del Buró, Antoni Palluth, impartieron un curso de criptología secreta en Universidad Adam Mickiewicz de Poznań para estudiantes de matemáticas seleccionados. Más de diez años después, durante la Segunda Guerra Mundial, mientras estaba en Francia, uno de los estudiantes, Marian Rejewski, descubriría que todo el curso se había impartido a partir del libro del general francés Marcel Givièrge, Cours de cryptographie («Curso de criptografía»), publicado en 1925.
En septiembre de 1932, Maksymilian Ciężki contrató a tres jóvenes graduados del curso de Poznań, para ser miembros del personal de la Oficina: Marian Rejewski, Jerzy Różycki y Henryk Zygalski.

## Éxitos y contratiempos
En 1926, la Armada alemana adoptó, como su principal dispositivo criptográfico, una máquina civil Enigma modificada; en 1928 el Ejército alemán siguió su ejemplo. La complejidad del sistema se incrementó mucho en 1930 con la introducción de un tablero de enchufes (Steckerbrett), aunque con solo seis cables de conexión en uso. En diciembre de 1932, Marian Rejewski hizo lo que el historiador David Kahn describiera como uno de los mayores avances en la historia de la criptografía, aplicando las matemáticas puras —la teoría de los grupos de permutaciones— para romper los cifrados de la máquina Enigma de las fuerzas armadas alemanas. Rejewski había elaborado las interconexiones precisas de los rotores y el reflector de Enigma, después de que el Buró hubiera recibido, del capitán de la inteligencia militar francesa Gustave Bertrand, dos documentos alemanes y dos páginas de claves diarias de Enigma —para septiembre y octubre de ese año—, que habían sido obtenidas por un agente de la inteligencia militar francesa, un alemán de nombre en clave «Rex», de un agente que trabajaba en la Oficina de Cifrado de Alemania en Berlín, Hans-Thilo Schmidt, a quien los franceses llamaban «Asché».

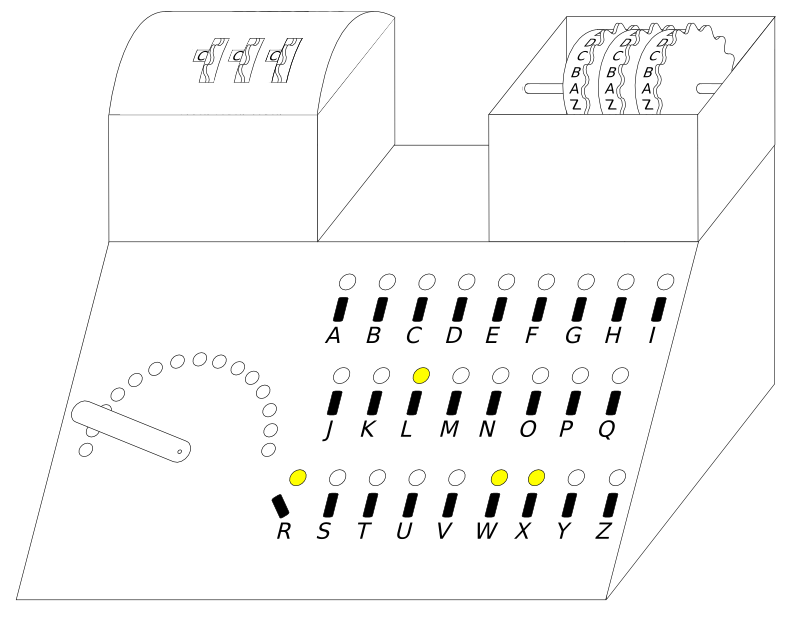
Ciclómetro, ideado a mediados de los años 1930 por Rejewski para catalogar la estructura de permutación cíclica de la máquina Enigma, permutaciones. 1: Tapa del rotor cerrada, 2: Tapa del rotor abierta, 3: Reóstato, 4: Lámparas de incandescencia, 5: Interruptores, 6: Letras.

Después de que Rejewski elaborara la estructura lógica de la máquina Enigma militar, el Buró de Cifrado encargó a la Compañía de Radio AVA, copropietaria de Antoni Palluth, la construcción de réplicas («dobles») del Enigma según las especificaciones de Rejewski. Su método de descifrar los mensajes Enigma explotó dos debilidades de los procedimientos operativos alemanes. Utilizó lo que Rejewski llamó «características» independientes de las conexiones del tablero de conexiones. Esto implicó la compilación de un catálogo de tarjetas de ciertas características del conjunto de ajustes de los indicadores.
Los alemanes aumentaron la dificultad de descifrar los mensajes de Enigma disminuyendo el intervalo entre los cambios en el orden de los rotores de trimestral, inicialmente, a mensual en febrero de 1936, y luego diario en octubre de ese año, cuando también aumentaron el número de cables de enchufe de seis a un número que variaba entre cinco y ocho. Esto hizo que el método de parrilla del Buró fuera mucho menos fácil, ya que se basaba en pares de letras no apiladas. La marina alemana era más consciente de la seguridad que el ejército y la fuerza aérea, y en mayo de 1937 introdujo un nuevo procedimiento indicador mucho más seguro que permaneció intacto durante varios años.
El siguiente contratiempo ocurrió en noviembre de 1937, cuando el reflector del codificador fue cambiado a uno con diferentes interconexiones —conocido como Umkehrwalze-B—. Rejewski elaboró el cableado en el nuevo reflector, pero el catálogo de características tuvo que ser compilado de nuevo, usando de nuevo el «ciclómetro» de Rejewski, que había sido construido según sus especificaciones por la Compañía de Radio AVA.
En enero de 1938, el coronel Stefan Mayer ordenó que se recopilaran estadísticas por un período de dos semanas, comparando el número de mensajes Enigma resueltos, con las intercepciones de Enigma. La proporción llegó al 75 por ciento. «Tampoco», comentó Marian Rejewski, «eran esos 75 por ciento... el límite de nuestras posibilidades. Con un ligero aumento de personal, podríamos haber alcanzado un 90 por ciento... . Pero una cierta cantidad de material de cifrado ... debido a una transmisión o ... recepción defectuosa, o a varias otras causas, siempre permanece sin leer ...». La información obtenida del descifrado de Enigma parece haber sido dirigida desde B.S.-4 principalmente a la Oficina Alemana de la Sección II del Estado Mayor (Inteligencia). Allí, desde el otoño de 1935 hasta mediados de abril de 1939, fue elaborada por el mayor Jan Leśniak, quien en abril de 1939 entregaría la Oficina alemana a otro oficial y él mismo formaría una Oficina de situación destinada al servicio en tiempos de guerra. Dirigiría la Oficina de situación hasta y a través de la Campaña de septiembre de 1939.

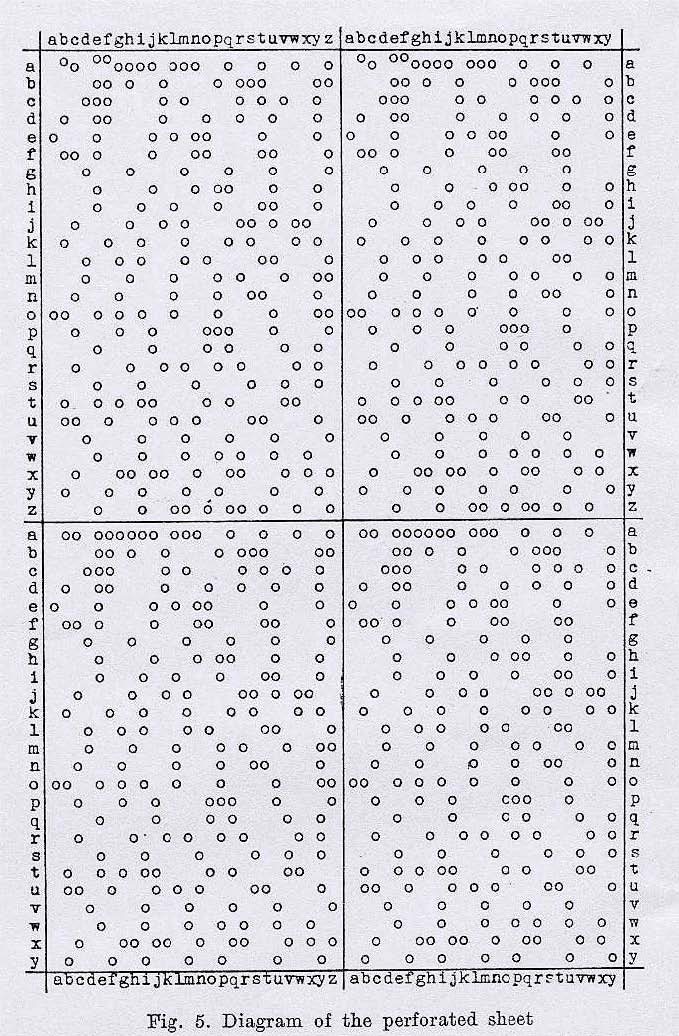
Una hoja perforada de Zygalski (1938).

El sistema de predefinición de la configuración del indicador para el día para todos los operadores de Enigma en una red determinada, de la que dependía el método de las características, se cambió el 15 de septiembre de 1938. La única excepción fue la red utilizada por el Sicherheitsdienst (SD) —la agencia de inteligencia de las SS y el Partido Nazi— que no hizo el cambio hasta el 1 de julio de 1939. Los operadores ahora elegían su propia configuración de indicadores. Sin embargo, el inseguro procedimiento de enviar la clave del mensaje cifrado dos veces, se mantuvo en uso, y fue rápidamente explotado. Henryk Zygalski quien ideó un método manual que utilizaba 26 hojas perforadas, y Marian Rejewski encargó a la compañía AVA la producción de la bomba kryptologiczna («bomba criptológica»).
Tanto el método de las hojas de Zygalski como cada bomba funcionaban para un único pedido de rotor codificador, por lo que se produjeron seis juegos de hojas de Zygalski y seis bombas. Sin embargo, los alemanes introdujeron dos nuevos rotores el 15 de diciembre de 1938, dando la posibilidad de elegir tres de cinco para ensamblar en las máquinas en un día determinado. Esto aumentó el número de pedidos de rotor posibles de 6 a 60. El Buró únicamente podía entonces leer la pequeña minoría de mensajes que no utilizaban ninguno de los dos nuevos rotores. No tenían los recursos para producir 54 bombas más o 54 juegos de tarjetas de Zygalski. Afortunadamente, sin embargo, el hecho de que la red SD todavía utilizaba el viejo método de establecer el mismo indicador para todos los mensajes, permitió a Rejewski reutilizar su método anterior de trabajar el cableado dentro de estos rotores. Esta información fue esencial para la producción de un conjunto completo de hojas de Zygalski que permitió reanudar el descifrado a gran escala en enero de 1940. El 1 de enero de 1939, los alemanes dificultaron aún más la ruptura de la máquina Enigma militar al aumentar el número de conexiones del tablero, de entre cinco y ocho hasta siete y diez.
Cuando estalló la Segunda Guerra Mundial el 1 de septiembre de 1939, Leśniak y sus colegas habían trabajado intensamente durante dos o tres años para establecer el orden de batalla alemán y habían logrado elaborar casi el 95 por ciento del mismo. El ataque alemán a Polonia no fue una sorpresa para el Estado Mayor polaco. Los resultados obtenidos por la inteligencia polaca, según Leśniak, «superaron absolutamente lo que normalmente hubiera sido posible».

## Bosque de Kabaty
Hasta 1937, la sección alemana de la Oficina de cifrado, BS-4, se había alojado en el edificio del Estado Mayor polaco, el majestuoso Palacio Sajón del siglo XVIII, en Varsovia. Ese año la BS-4 se mudó a nuevas instalaciones especialmente construidas en el Bosque de Kabaty cerca de Pyry, al sur de Varsovia. Allí, las condiciones de trabajo eran incomparablemente mejores que en los espacios reducidos del edificio del Estado Mayor.
El movimiento fue dictado también por los requisitos de seguridad. La Abwehr de Alemania siempre buscaba posibles traidores entre los militares y civiles del edificio del Estado Mayor. Los agentes que se paseaban, aunque no tuvieran acceso al edificio del Estado Mayor, podían observar al personal que entraba y salía y fotografiarlo con cámaras en miniatura ocultas. Las asignaciones anuales de inteligencia de la Abwehr para los agentes alemanes en Varsovia daban prioridad a la seguridad de los informantes en el Estado Mayor polaco.

## Regalo a los aliados
Fue en el bosque de Kabaty, los días 25 y 26 de julio de 1939, con la guerra en ciernes, cuando, por instrucciones del Estado Mayor polaco, los jefes del Buró de Cifrado, el teniente coronel Gwido Langer y el comandante Maksymilian Ciężki, los tres matemáticos-criptólogos civiles, y el coronel Stefan Mayer, jefe de inteligencia, revelaron los logros de Polonia a los representantes criptoanalíticos de Francia y Gran Bretaña, explicando cómo habían «roto» a la máquina Enigma. Se comprometieron a dar a cada país una Enigma reconstruida por Polonia, junto con detalles de su equipo, incluyendo las placas de Zygalski y la bomba criptológica de Rejewski. A cambio, los británicos se comprometieron a preparar dos juegos completos de plancas de Zygalski para los 60 posibles pedidos de ruedas. El contingente francés estaba formado por el comandante Gustave Bertrand, jefe de radiointeligencia y criptología de Francia, y el capitán Henri Braquenié del personal de la Fuerza Aérea Francesa. Los británicos enviaron al comandante Alastair Denniston, jefe de la Government Communications Headquarters, a Dilly Knox, jefe de criptografía británica, y al comandante Humphrey Sandwith, jefe de las estaciones de intercepción y localización de la Marina Real británica.
Cuando Rejewski había estado trabajando en la reconstrucción de la máquina militar alemana Enigma a finales de 1932, había resuelto finalmente un elemento crucial, el cableado de las letras del alfabeto en el tambor de entrada, con la inspirada conjetura de que podrían estar cableadas en simple orden alfabético. Ahora, en la reunión trilateral —Rejewski iba a contar más tarde— «la primera pregunta que ... Dillwyn Knox preguntó fue: "¿Cuáles son las conexiones en el tambor de entrada?"» Knox estaba mortificado al saber lo simple que era la respuesta.
El regalo de los polacos, a sus aliados occidentales, de descifrar la máquina Enigma, cinco semanas antes del estallido de la Segunda Guerra Mundial, no llegó demasiado pronto. El ex matemático y criptógrafo de Bletchley Park, Gordon Welchman, ha escrito: «Ultra nunca habría despegado si no hubiéramos aprendido de los polacos, en el último momento, los detalles tanto del ejército alemán ... ;... de la máquina de Enigma, y de los procedimientos operativos que estaban en uso». El Comandante Supremo Aliado Dwight D. Eisenhower, al final de la guerra, describió la inteligencia de Bletchley Park como «de un valor inestimable para mí. Ha simplificado enormemente mi tarea como comandante». Eisenhower expresó su agradecimiento por esta «contribución decisiva al esfuerzo bélico de los Aliados».
El mayor temor de Winston Churchill en tiempos de guerra, incluso después de que Adolf Hitler suspendiera la Operación León Marino e invadiera la Unión Soviética, era que las manadas de lobos submarinos alemanes lograran estrangular a la Gran Bretaña encerrada en el mar. Un factor importante que evitó la derrota de Gran Bretaña en la Batalla del Atlántico fue que recuperó el dominio del descifrado del Enigma Naval; y aunque este último se benefició de manera crucial de la toma por parte de Gran Bretaña de buques navales equipados con el Enigma Alemán, la ruptura de las señales navales alemanas se basó en última instancia en técnicas que habían sido promovidas por el Buró de Cifrado. Si Gran Bretaña hubiera capitulado ante Hitler, los Estados Unidos se habrían visto privados de una base avanzada esencial para su posterior participación en las batallas europeas y del África del Norte.
Una semana después de la reunión con Pyry, Dillwyn Knox, en una carta del 1 de agosto de 1939, agradeció a los polacos, en «idioma polaco», «por su cooperación y paciencia». Adjuntó pequeños bastones de papel y una bufanda con la imagen de una «carrera de caballos de Derby», evidentemente emblemática de la «carrera criptológica» que Knox esperaba ganar usando los bastones, y cuya pérdida reconocía galantemente.
El 5 de septiembre de 1939, cuando se hizo evidente que Polonia no podía detener la invasión alemana en curso, el BS-4 recibió órdenes de destruir parte de sus archivos y evacuar al personal esencial.

## Buró en el extranjero

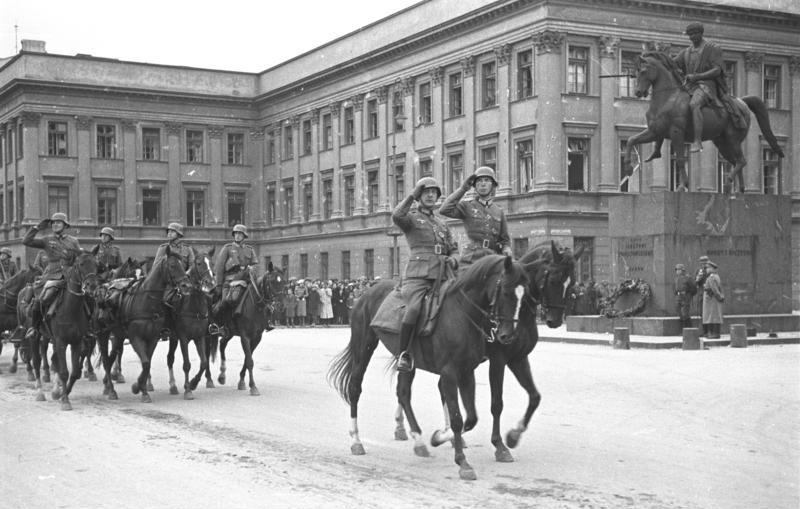
Artillería alemana a caballo desfilando ante el Palacio Sajón, otoño de 1939.

Durante la invasión alemana de Polonia en septiembre de 1939, personal clave del Buró de Cifrado fue evacuado al sudeste y —después de que los soviéticos invadieran el este de Polonia el 17 de septiembre— a Rumania, en el camino destruyendo su equipo criptológico y su documentación. Eventualmente, cruzando Yugoslavia y la todavía neutral Italia, llegaron a Francia. Parte del personal de la sección alemana del Buró de Cifrado que había trabajado con la máquina Enigma, y la mayoría de los trabajadores de la compañía de radio AVA que había construido dobles de Enigma y equipo criptológico para la sección alemana, permanecieron en Polonia. Algunos fueron interrogados por la Gestapo, pero nadie reveló el secreto de la maestría polaca en el descifrado de Enigma. En PC Bruno, en las afueras de París, el 20 de octubre de 1939 los polacos reanudaron el trabajo en los cifrados alemanes de Enigma en estrecha colaboración con el Código del Gobierno Británico y la Escuela de Cifrado de Bletchley Park.
En interés de la seguridad, los servicios criptológicos aliados, antes de enviar sus mensajes por una línea de teleimpresión, los cifraron utilizando dobles de Enigma. Henri Braquenié cerraba a menudo los mensajes con un «¡Heil Hitler!». Hasta diciembre de 1939, cuando el teniente coronel Gwido Langer, acompañado por el capitán Braquenié, visitó Londres y Bletchley Park, los británicos pidieron que los criptólogos polacos les fueran entregados. Langer, sin embargo, adoptó la postura de que el equipo polaco debía permanecer en el lugar donde se estaban formando las —Fuerzas Armadas de Polonia— en suelo francés. Los matemáticos podrían haber llegado a Gran Bretaña mucho antes —y mucho más cómodamente— de lo que finalmente lo hicieron; pero en septiembre de 1939, cuando fueron a la embajada británica en Bucarest, fueron rechazados por un preocupado diplomático británico.

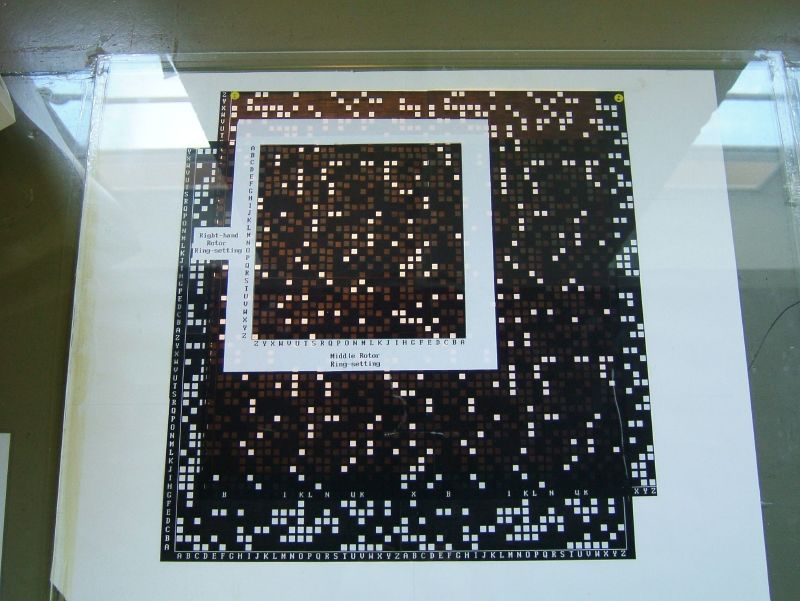
Una demostración de las hojas de Zygalski, una herramienta para romper la máquina de Enigma. Este invento polaco fue compartido con los británicos en 1939, y la enorme tarea de fabricar dos juegos completos de las hojas fue supervisada por John Jeffreys.

En enero de 1940, el criptoanalista británico Alan Turing pasó varios días en el PC Bruno consultando con sus colegas polacos. Había traído a los polacos un juego completo de las hojas de Zygalski que había sido producido en Bletchley Park por John Jeffreys usando información suministrada por Polonia. El 17 de enero de 1940, los polacos hicieron la primera incursión en el tráfico de la Enigma en tiempo de guerra, el 28 de octubre de 1939.
Durante este período, hasta el colapso de Francia en junio de 1940, finalmente el 83 por ciento de las claves de Enigma que fueron encontradas, fueron resueltas en Bletchley Park, el 17 por ciento restante en PC Bruno. Rejewski comentó:

¿Cómo podría ser de otra manera, cuando éramos tres [criptólogos polacos] y [había] al menos varios cientos de criptólogos británicos, ya que alrededor de 10.000 personas trabajaban en Bletchley... Además, la recuperación de las claves también dependía de la cantidad de material de cifrado interceptado, y esa cantidad era mucho mayor en el lado británico que en el francés. Finalmente, en Francia —a diferencia del trabajo en Polonia— nosotros mismos no solamente buscamos las claves diarias, sino que después de encontrar la clave también leemos los mensajes.... Uno puede sorprenderse de que los polacos tuvieran hasta un 17 por ciento de las llaves en su haber.

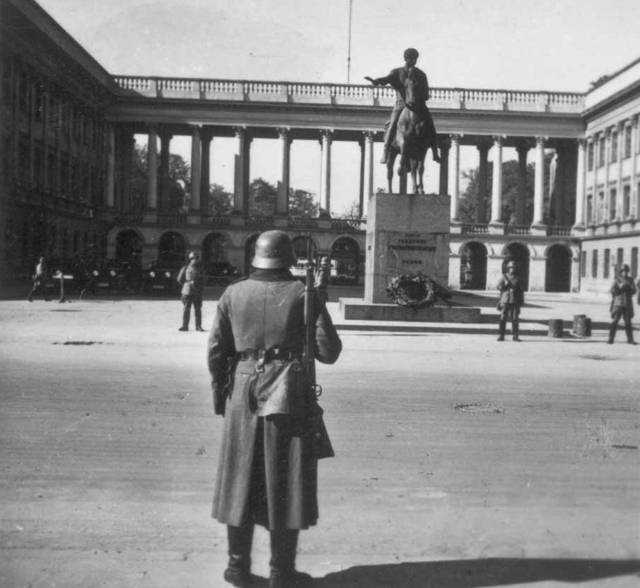
Los centinelas alemanes ante el Palacio Sajón (edificio del Estado Mayor Polaco) donde el Enigma militar alemán había sido roto y leído por los polacos durante varios años antes de la guerra. Foto tomada antes del 30 de agosto de 1940, cuando los alemanes ocultaron la estatua del príncipe Józef Antoni Poniatowski realizada por Bertel Thorvaldsen.

La colaboración criptológica interaliada evitó la duplicación de esfuerzos y facilitó los descubrimientos. Antes de que comenzaran los combates en Noruega en abril de 1940, el equipo polaco-francés resolvió un código de tres letras poco comúnmente utilizado por los alemanes para comunicarse con los escuadrones de cazas y bombarderos y para el intercambio de datos meteorológicos entre los aviones y la tierra. El código había aparecido por primera vez en diciembre de 1939, pero los criptólogos polacos habían estado demasiado preocupados por Enigma como para prestarle mucha atención. Sin embargo, con el inminente asalto alemán al oeste, la ruptura del código de la Luftwaffe adquirió una urgencia cada vez mayor. El rastro del escurridizo código —cuyo sistema de letras cambiaba cada 24 horas— llevó de vuelta a Enigma. La primera pista vino de los británicos, que habían notado que las letras del código no cambiaban al azar. Si A cambiaba a P, entonces en otro lugar P era reemplazado por A. Los británicos no hicieron más progresos, pero los polacos se dieron cuenta de que lo que se manifestaba era el principio de exclusividad de Enigma que habían descubierto en 1932. El descuido de los alemanes significó que ahora los polacos, habiendo resuelto después de medianoche el escenario diario de Enigma, podían sin más esfuerzo leer también las señales de la Luftwaffe.
Los alemanes, justo antes de abrir su ofensiva del 10 de mayo de 1940 en el oeste que pisotearía Bélgica, Luxemburgo y los Países Bajos para llegar a las fronteras de Francia, cambiaron una vez más su procedimiento para cifrar las claves de los mensajes, haciendo las hojas de Zygalski «completamente inútiles», y derrotando temporalmente los ataques criptológicos conjuntos británico-polacos sobre Enigma. De acuerdo con Gustave Bertrand, «Se necesitó un esfuerzo sobrehumano día y noche para superar esta nueva dificultad: el 20 de mayo se reanudó el descifrado».
Tras la capitulación de Francia en junio de 1940, los polacos fueron evacuados a Argelia. El 1º de octubre de 1940 reanudaron sus trabajos en "Cadix", cerca de Uzès, en el sur desocupado de la Francia de Vichy, bajo el patrocinio de Gustave Bertrand.
Poco más de dos años después, el 8 de noviembre de 1942, Bertrand se enteró por la BBC de que los aliados habían desembarcado en el África del Norte Francesa (Operación Torch). Sabiendo que en tal eventualidad los alemanes planeaban ocupar la Francia de Vichy, el 9 de noviembre evacuó Cadix. Dos días después, el 11 de noviembre, los alemanes marcharon al sur de Francia. En la mañana del 12 de noviembre ocuparon Cadix.
Durante los dos años desde su establecimiento en octubre de 1940, Cadix había descifrado miles de mensajes de la Wehrmacht, las  SS y la Gestapo, provenientes no solo del territorio francés sino de toda Europa, lo que proporcionó una inteligencia invaluable a los comandos aliados y a los movimientos de resistencia. Cadix también había descifrado miles de mensajes soviéticos.
Habiendo salido de Cadix, el personal polaco evadió a la policía de seguridad italiana y a la Gestapo alemana que lo ocupaban y trató de escapar de Francia a través de España. Jerzy Różycki, Jan Graliński y Piotr Smoleński habían muerto en enero de 1942 al hundirse en el mar Mediterráneo un barco de pasajeros francés, el Lamoricière, en el que habían regresado al sur de Francia después de un viaje de servicio en Argelia.
Marian Rejewski y Henryk Zygalski atravesaron los Pirineos con un guía —que les robó a punta de pistola— hasta la frontera española, donde fueron detenidos el 30 de enero de 1943. Fueron encarcelados por los españoles durante tres meses antes de ser puestos en libertad, por intervención de la Cruz Roja, el 4 de mayo de 1943. Luego se las arreglaron, por una ruta tortuosa tierra-mar-aire, para unirse a las Fuerzas Armadas de Polonia en Gran Bretaña, Rejewski y Zygalski fueron incorporados al ejército Polaco como soldados rasos —eventualmente serían promovidos a teniente— y puestos a trabajar rompiendo los códigos manuales de las SS y las SD alemanas en una instalación de señales polaca en Boxmoor. Debido a que habían estado en la Francia ocupada, los británicos consideraron demasiado arriesgado invitarlos a trabajar en Bletchley Park.
Finalmente, con el fin del trabajo criptológico de los dos matemáticos al final de la Segunda Guerra Mundial, el Buró de Cifrado dejó de existir. Desde casi su creación en 1931 hasta el final de la guerra en 1945, el Buró, a veces incorporada en agregados bajo nombre en clave (PC Bruno y Cadix), había sido esencialmente la misma agencia, con la mayoría del mismo personal básico, llevando a cabo casi las mismas tareas; ahora se había extinguido. Ni Rejewski ni Zygalski volverían a trabajar como criptólogos. A finales de 1946 Rejewski regresó con su familia a una Polonia devastada y políticamente alterada, para vivir allí otros 33 años hasta su muerte en febrero de 1980. Zygalski permaneció en Inglaterra hasta su muerte en agosto de 1978.

## Secreto conservado
A pesar de sus esfuerzos, a Rejewski y Zygalski les había ido mejor que a algunos de sus colegas. Los jefes militares polacos de Cadix, Langer y Ciężki, también habían sido capturados por los alemanes, cuando trataban de escapar de Francia a España en la noche del 10 al 11 de marzo de 1943, junto con otros tres polacos: Antoni Palluth, Edward Fokczyński y Kazimierz Gaca Los dos primeros se convirtieron en prisioneros de guerra; los otros tres fueron enviados como trabajadores esclavos a Alemania, donde Palluth y Fokczyński perecieron. A pesar de las variadas y terribles circunstancias en las que fueron retenidos, ninguno de ellos —subraya Stefan Mayer— traicionó el secreto del desciframiento de Enigma, lo que hizo posible que los Aliados continuaran explotando este vital recurso de inteligencia.
Antes de la guerra, Palluth, un profesor del curso secreto de criptografía de la Universidad Poznań de 1929, que había sido copropietario de AVA, que producía equipos para el Buró de Cifrado, y conocía muchos detalles de la tecnología de descifrado. En Varsovia, bajo la ocupación alemana, otros trabajadores del Buró fueron interrogados por comisiones de inteligencia alemana, y algunos trabajadores de AVA fueron abordados por agentes alemanes, pero todos guardaron silencio sobre los compromisos con Enigma.

## Cultura popular

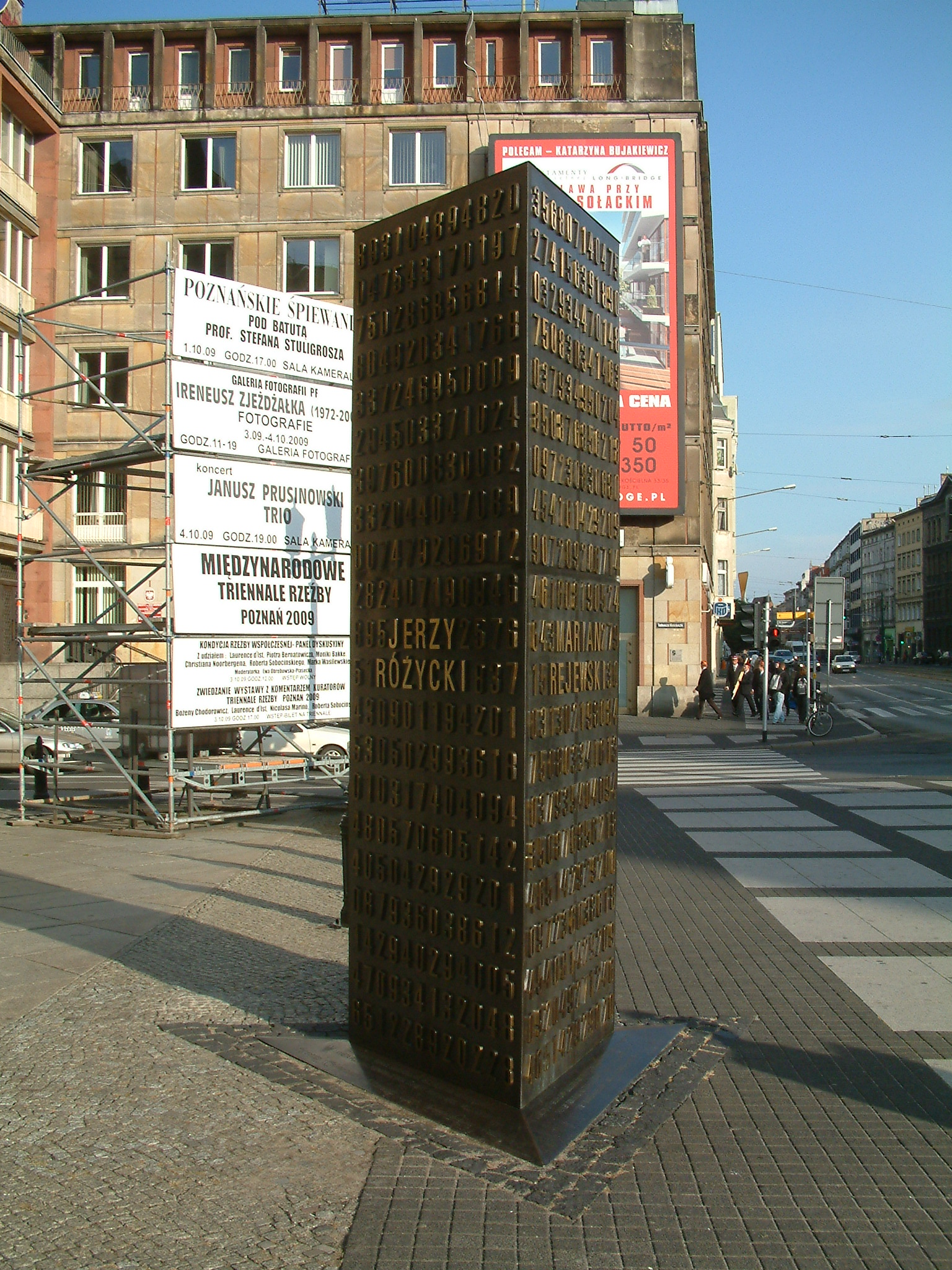
Monumento a los criptólogos Marian Rejewski, Jerzy Różycki y Henryk Zygalski, en Poznán.

En 1967 el historiador militar polaco Władysław Kozaczuk, en su libro Bitwa o tajemnice («La batalla por los secretos»), reveló por primera vez que la Enigma alemán había sido rota por los criptólogos polacos antes de la Segunda Guerra Mundial. La revelación de Kozaczuk se produjo siete años antes de que The Ultra Secret (1974) de F.W. Winterbotham cambiara la visión convencional de la historia de la guerra.
La película polaca de 1979 Sekret Enigmy, es un relato generalmente justo, aunque superficial, de la historia del Buró de Cifrado. Veintidós años después, la película de Hollywood de 2001 Enigma fue criticada por sus muchas inexactitudes históricas, incluida la omisión de la obra fundamental de Polonia en el descifrado de la máquina Enigma.
En 2002, se decidió erigir un monumento en Poznán en honor a la ruptura de los cifrados Enigma. El ganador fue el proyecto de Grazhina Bielska-Kozakevich y Mariusz Krzysztof Kozakevich. Su trabajo es un prisma y sus lados se cubren con filas de números, entre los que se encuentran los nombres de los matemáticos. El jurado describió este monumento de la siguiente manera: 

... en su forma más pura es una brillante idea de tres matemáticos. El propio artista parece dar marcha atrás, permitiendo al espectador contemplar los logros puramente intelectuales de los tres criptólogos.
M Grajek, "«Monumento en memoria de Marian Rejewski, Jerzy Różycki  y Henryk Zygalski, en Poznán».